# Puyoô-Bellocq-Ramous
Pour les articles homonymes, voir Puyoô, Bellocq (homonymie) et Ramous (homonymie).
Ancienne commune des Pyrénées-Atlantiques, la commune de Puyoô-Bellocq-Ramous a existé de 1973 à 1984. Elle a été créée en 1973 par la fusion des communes de Puyoô, de Bellocq et de Ramous. En 1984 elle a été supprimée et les trois communes constituantes ont été rétablies.

## Étymologie
Le toponyme Belloc est formé du gascon beg (en orthographe actuelle bèth), de bèl « beau » et lòc, « lieu », pour donner « beau lieu ».
Le sens du toponyme est le même que pour Belloc(h) : « endroit agréable, bien situé ».

## Démographie
| 1975  | 1982  |
| ----- | ----- |
| 2 259 | 2 234 |

## Pour approfondir